# Kh-69
Le Kh-69  (en russe : « Х-69 »), est un missile de croisière russe d'une portée de 400 km qui est une variante plus furtive du Kh-59.

## Histoire
Le missile Kh-69 est développé par la filiale de la Tactical Missiles Corporation MKB Raduga,,. Il est présenté pour la première fois en août 2022,.

### Application en combat

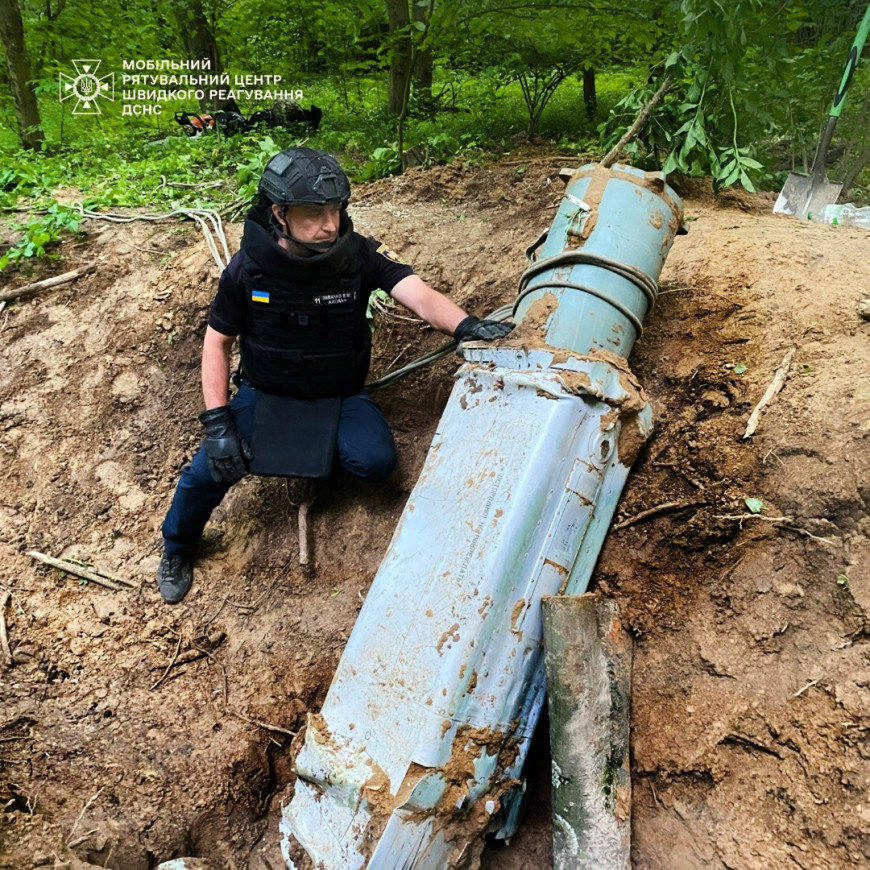
Un Kh-69 en forêt proche de Kiev, 5 mai 2024.

Dans la nuit du 7 au 8 février 2024, au cours de l'attaque russe contre l'Ukraine, trois Kh-69 sont utilisés contre l'Ukraine. Le 11 avril 2024, des sources ukrainiennes rapportent que le Kh-69 est utilisé par les forces russes pour toucher la Centrale thermique de Tripilska,.

## Caractéristiques techniques
Le missile peut être lancé depuis les avions MiG-31, Su-30MK, Su-34 ou Su-35, ainsi que depuis l'hélicoptère Ka-52.
On suppose que ce sera le principal missile de croisière utilisé par le Su-57.
Le missile est structurellement similaire aux missiles Storm Shadow et Taurus KEPD 350 : une paire d'ailes et quatre stabilisateurs à l'arrière qui se déploient en vol.
Les statistiques officielles indiquent que le missile pèse moins de 800 kg et peut voler à une vitesse allant jusqu'à 1000 km/h. La masse de l'ogive est d'environ 300 kg.
La navigation du Kh-69 est assurée par les satellites GLONASS et GPS avec un doublage inertiel. Il est signalé que le missile est capable de voler à une altitude de 20 mètres au-dessus du sol, ce qui contribue grandement à sa faible signature radar.

## Galerie d'images

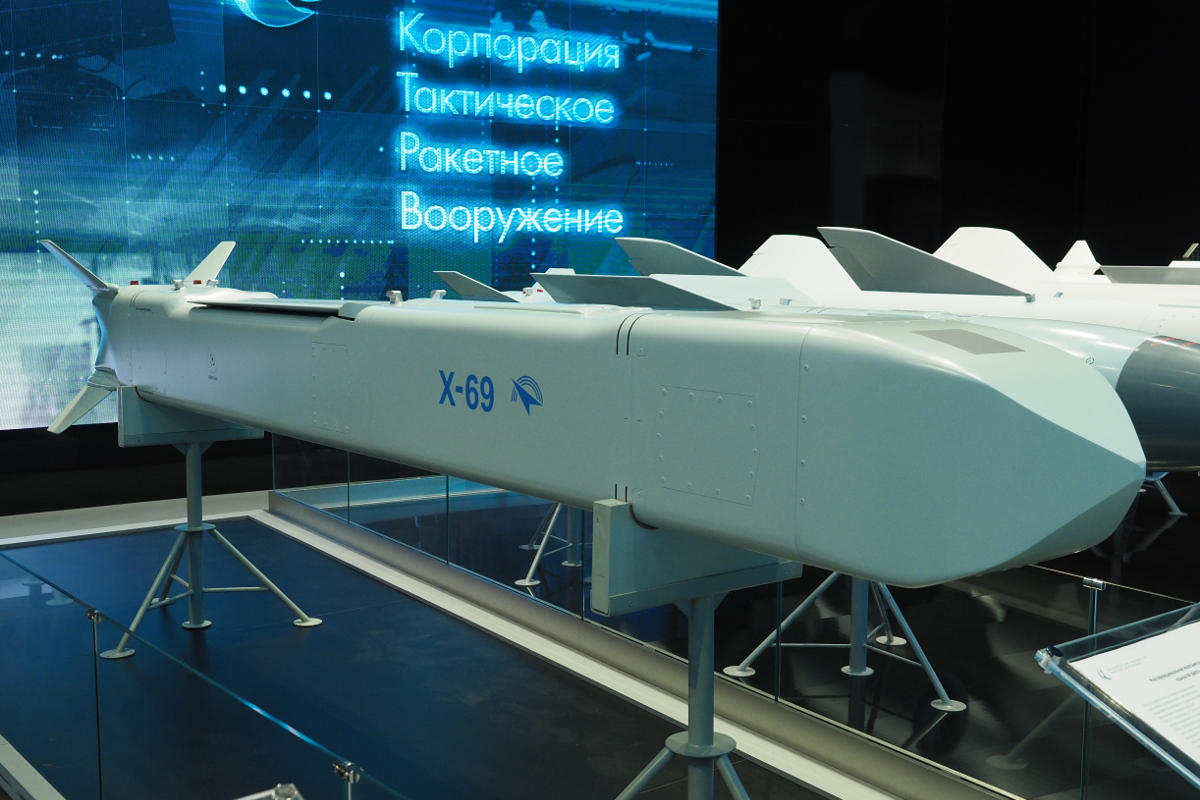
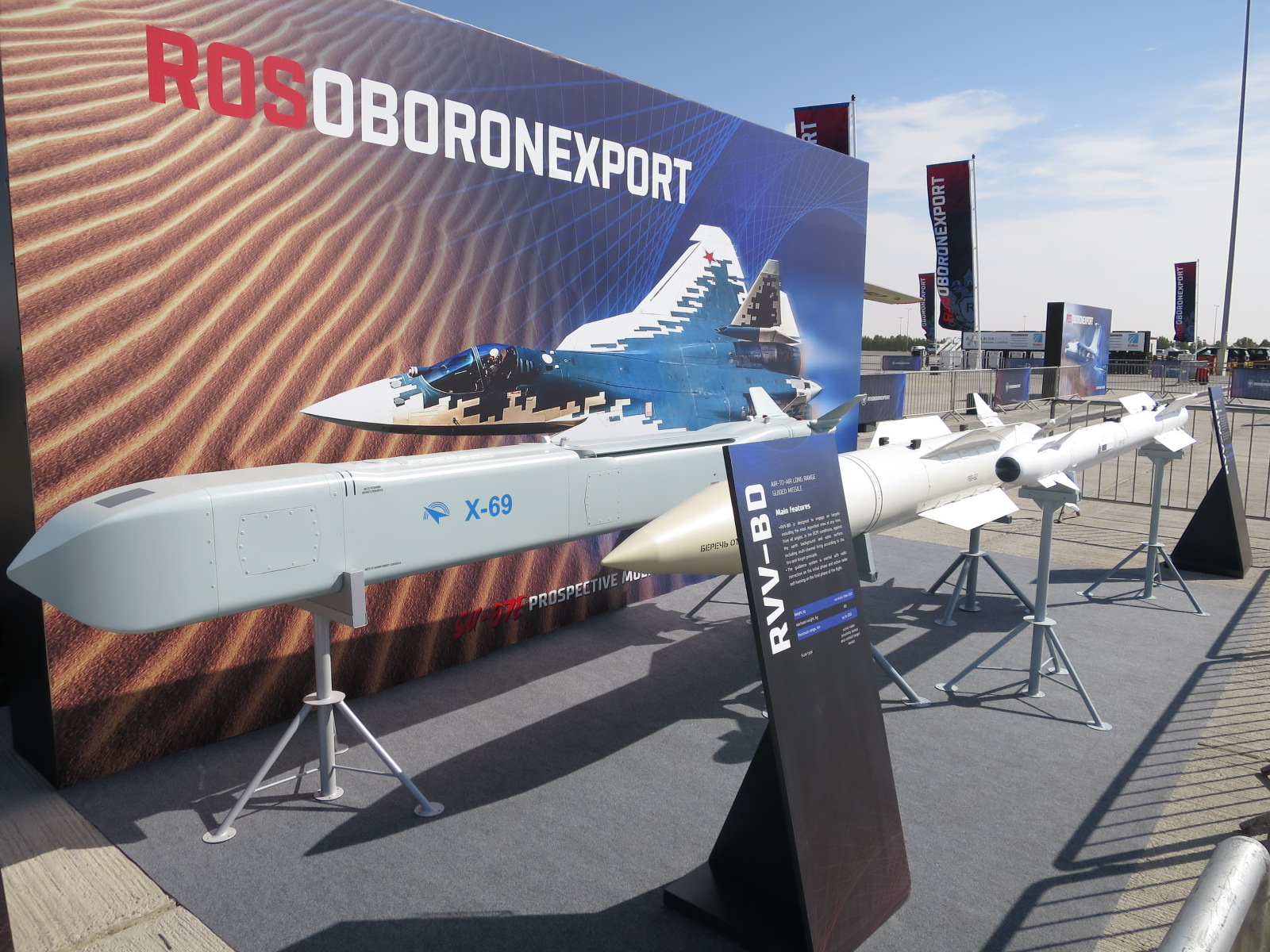
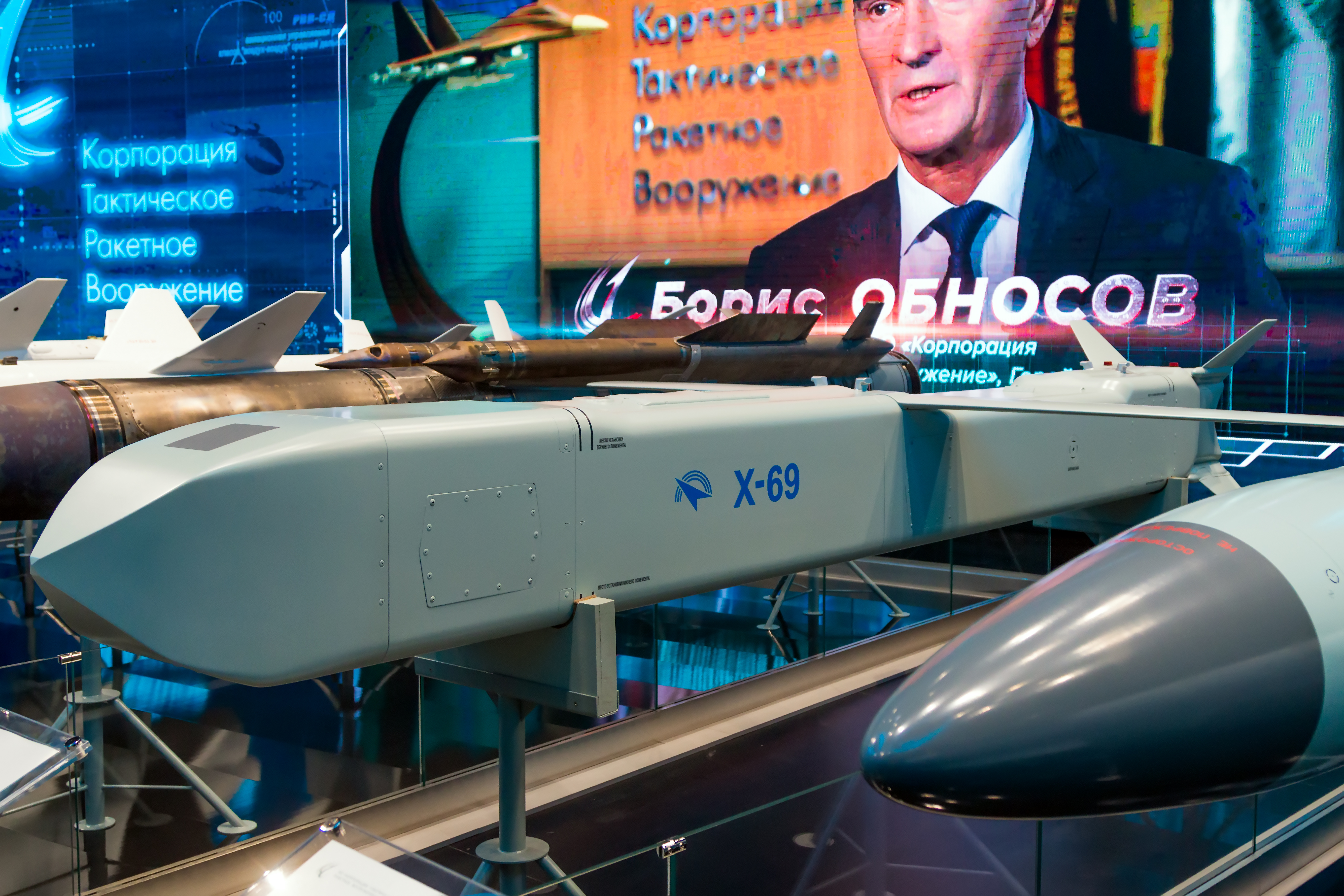
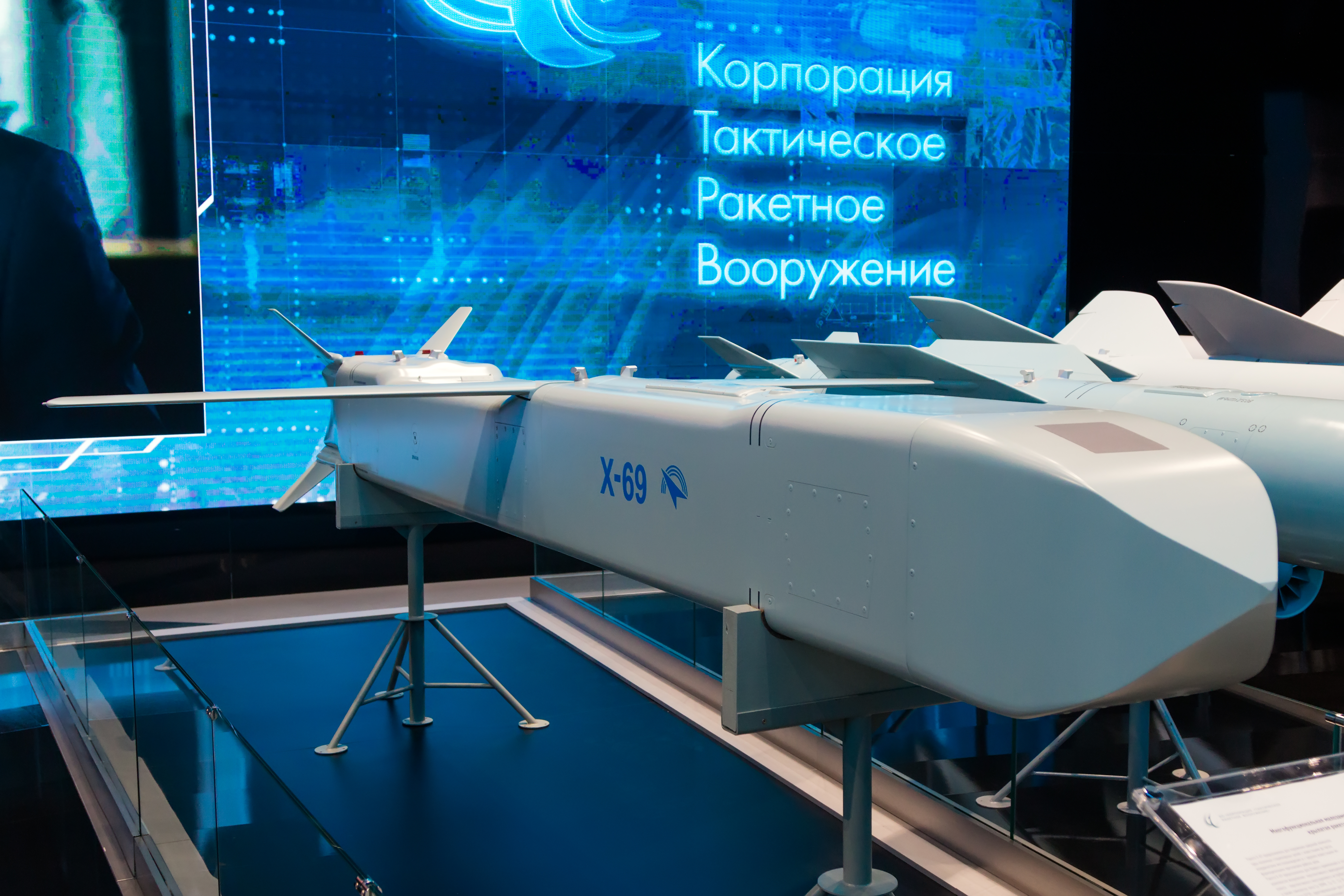

## Utilisateur
- Russie